# Alonso de Zuazo
Alonso de Zuazo (Segovia u Olmedo, Corona de Castilla, 1466 – Santo Domingo de la capitanía general homónima, Imperio español, marzo de 1539) fue un abogado civil español especialista en derecho civil y canónico. Realizó un amplio trabajo como jurista en España y los virreinatos. Egresado de la Universidad de Salamanca, donde coincidió con Hernán Cortes, fungió como miembro del Consejo de Castilla bajo el reinado de Fernando el Católico.
Enviado a América en 1517, desempeñó cargos judiciales en Cuba, Santo Domingo y Nueva España, donde ejerció funciones de justicia y gobierno. Pero actuó no solo como asesor en cuestiones legales, sino en temas relacionados con los descubrimientos geográficos de aquellas fechas.
Fue miembro de diferentes triunviratos que gobernaron la colonia entre el 12 de octubre de 1524 y el 23 de mayo de 1525, en la ausencia de Cortés.

## Antes de asumir autoridad en la Nueva España
Nacido en Segovia, España, según Bartolomé de las Casas o en Olmedo, según el historiador cubano Juan Francisco Calcagno Monzón. Se graduó de la Universidad de Salamanca, donde supuestamente estudió durante 20 años. Llegó a Santo Domingo en 1517 por órdenes del cardenal  Francisco Jiménez de Cisneros para asistir a los frailes de la Orden de Jerónimos en las resolución política de problemas en las Indias.

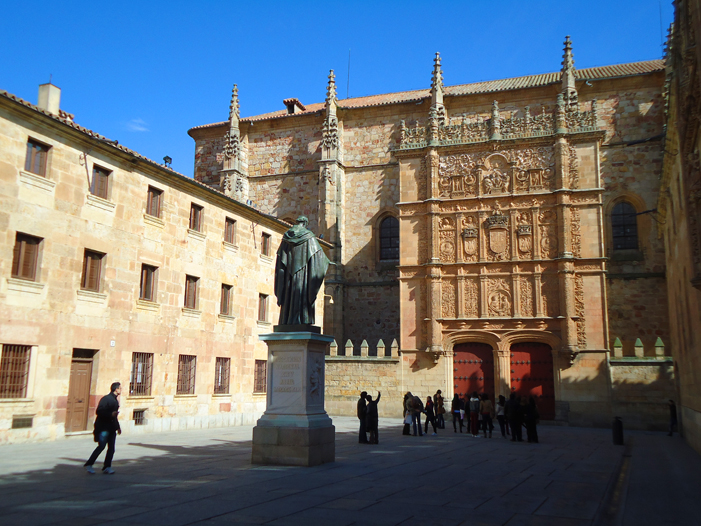
Universidad de Salamanca, Escuelas Mayores

En Santo Domingo, Zuazo le escribió al rey Carlos V y a su chambelán William de Croÿ para informarle de los costos escondidos de la esclavitud en el Nuevo Mundo (22 de enero de 1518). Al mismo tiempo, recomendó la importación de esclavos negros, incluso llegó a especificar las edades a las cuales deberían ser importados (15 a 20 años), y sugirió que deberían casarse.  Estos esclavos deberían reemplazar a los esclavos indígenas. Anticipó que esto generaría mucho oro.
Desde Santo Domingo, Zuazo fue enviado a Cuba como juez de residencia en el caso de Diego Velázquez de Cuéllar, el gobernador de Cuba (1521-1522). Ahí en Cuba adonde fue juez de residencia de Diego Velázquez, escribió una Carta a fray Luis de Figueroa, el jefe de los jerónimos, o Memoria sobre la condición de los indios en Santo Domingo y Cuba. El día 8/6/1525 se le realizó Juicio de Residencia por haber ocupado el cargo de Teniente del Gobernador en la Ciudad de Santiago, Isla Fernandina. Entre los testigos fue llamado Pelayo Briceño, alguacil mayor y Teniente del Capitán Gonzalo Dovalle.
Cuando Carlos V le dio a Cortés el título de gobernador y capitán general de la Nueva España en 1522, también nombró cinco oficiales para que vigilaran el gobierno de Cortés. Estos cinco oficiales eran: Alonso de Estrada como tesorero; Gonzalo de Salazar como factor, Rodrigo de Albornoz como contador, Pedro Almíndez Chirino como veedor y el Licenciado Zuazo como alcalde. Llegaron a la Nueva España en 1524 y formaron el Tribunal de Cuentas. Esta fue la primera oficina de finanzas públicas en la Nueva España.

## Teniente de Gobernador de Nueva España

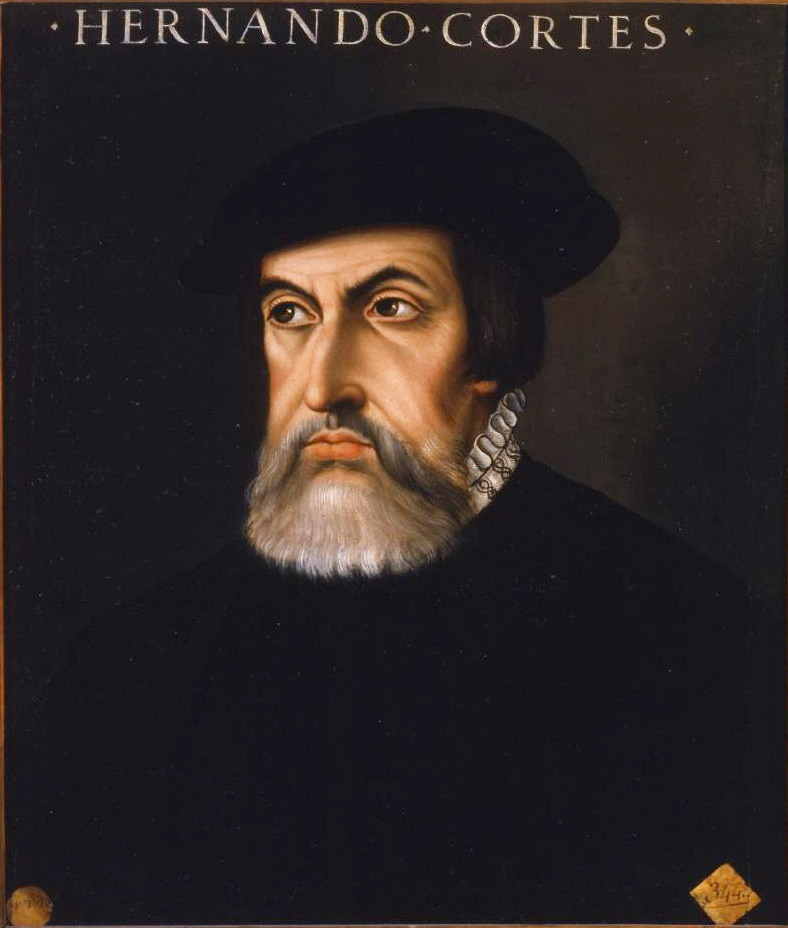
Hernán Cortés.

En 1524 el gobernador y capitán general Cortés deja la Ciudad de México para irse a las Hibueras (Honduras) a combatir a Cristóbal de Olid. Dejó el gobierno a cargo de tres tenientes (gobernadores interinos): Estrada, Albornoz y Zuazo. La transferencia de poder ocurrió el 12 de octubre de 1524. Este triunvirato compartía el poder con el ayuntamiento. Los tres gobernadores entraron en conflicto por escoger un alguacil. 
Este triunvirato gobernó alrededor de tres meses y medio hasta el 29 de diciembre de 1524. En esta fecha con la aprobación del ayuntamiento, Estrada y Albornoz fueron reemplazados por Salazar y Almíndez. Zuazo se quedó en el gobierno. Salazar y Almíndez se habían ido con Cortés hasta Coatzacoalcos. Usaron esta oportunidad para convencer a Cortés de que deberían ser incluidos en el gobierno, Cortés los mando de regreso con dos decretos. El primero decía que se debían unir al gobierno ya formado de Estrado, Albornoz y Zuazo como el cuarto y quinto de sus miembros, siempre y cuando los dos grupos pudieran arreglar sus diferencias. El segundo decreto decía que Salazar y Almíndez reemplazaran a Estrada y Albornoz y continuaran gobernando con Zuazo.
Cuando Salazar y Almíndez llegaron a la capital, suprimieron el primero de los decretos, presentando solo el segundo, de esta forma se apoderan del gobierno. Pero cometieron el error de admitir lo sucedido a algunos amigos, esto resultó en un escándalo y el 17 de febrero de 1525, Estrada y Albornoz fueron readmitidos en el gobierno que ahora incluía a los cinco miembros mencionados por Cortés. En orden de importancia estos eran: Salazar; Almíndez; Estrada; Albornoz y Zuazo.
La expansión del consejo de gobierno fue le obra de Zuazo, que actuó como árbitro basado en el primer decreto de Cortés. Las dos facciones no lograron reconciliarse. Estrada y Albornoz objetaron el acuerdo. El 20 de abril de 1525 Salazar y Almíndez proclamaron, que ningún oficial debía de reconocer la autoridad de Estrada y Albornoz con el castigo de 100 azotes y la confiscación de sus propiedades. Esta proclamación fue firmada por Zuazo, Cervantes, de la Torre, Sotomayor, Rodrigo de Paz —un familiar y mayordomo de Cortés que era miembro del ayuntamiento— y el juez Pérez.
Creyendo que Cortés había muerto o al menos eso argumentaban Salazar y Almíndez sacaron a Zuazo del triunvirato el 23 de mayo de 1525, después de esto comenzaron un gobierno criminal y tiránico. Empezaron a confiscaron la propiedad de Cortés y de los conquistadores que lo habían acompañado.
Estrada y Albornoz abandonaron la Ciudad de México y se fueron a Medellín, pero antes de que hubieran viajado ocho leguas los alcanzaron hombres armado mandados por Almíndez, y se los llevaron prisioneros. Albornoz fue encadenado y encarcelado en una fortaleza. Salazar dirigió  entonces su atención a Rodrigo de Paz. Este último fue torturado y lo obligaron a revelar la ubicación del tesoro de Cortés. Zuazo que durante todo esto estaba en contacto con Cortés, le comunicó la situación.

## Gobernador de Santo Domingo
Zuazo sirvió como gobernador de Santo Domingo en la isla de Hispaniola dos veces, de 1524 a 1527 y de 1532 a 1533. Falleció siendo oidor en Santo Domingo en 1539.
| Predecesor: Hernán Cortés | Teniente Gobernador Pre-Virreinal de Nueva España 1524 | Sucesor: Gonzalo de Salazar, Alonso de Estrada y Rodrigo de Albornoz |